# 李琳 (弘治進士)
李琳（1463年—？），字廷貢，山西太原府平定州人，民籍，明朝政治人物。

## 生平
山西鄉試第八名舉人。弘治三年（1490年）中式庚戌科會試第一百七十九名，三甲第二十二名進士。

## 家族
曾祖李思，訓導；祖父李恭；父李倫，母趙氏；繼母張氏。具庆下。